# Chiesa dei Santi Vito e Modesto Martiri
La chiesa dei Santi Vito e Modesto Martiri, o più semplicemente chiesa dei Santi Vito e Modesto, è la parrocchiale patronale del comune italiano di Lusia in provincia di Rovigo. Appartiene al vicariato di Lendinara-San Bellino della diocesi di Adria-Rovigo e la storia della parrocchia inizia nel XII secolo. L'edificio è l'ultima opera alla quale ha lavorato l'architetto Orlando Veronese.

## Storia

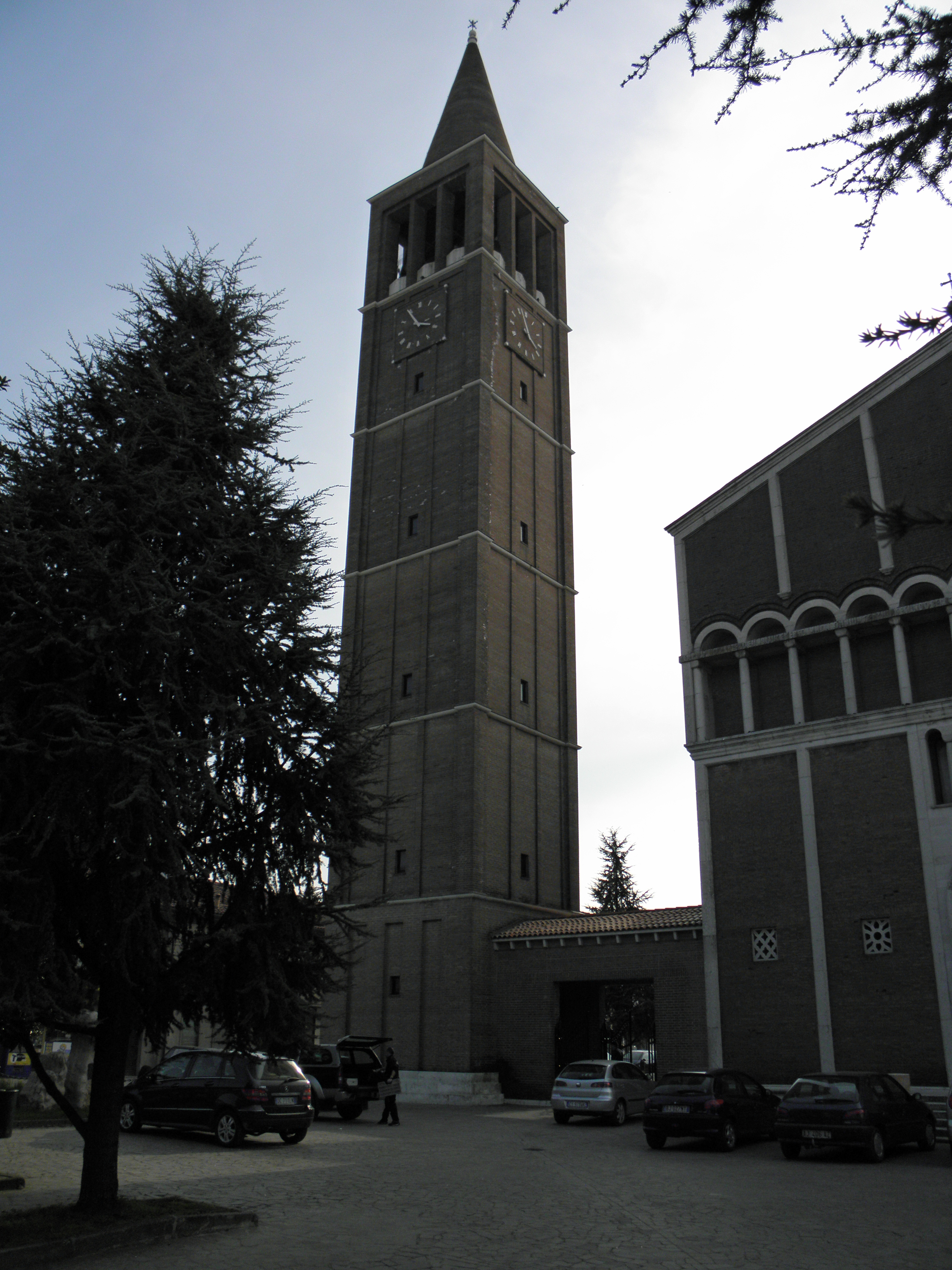
Torre campanaria

La prima citazione della chiesa risale al testamento redatto nel XII secolo da Tancredi d'Este nel quale è scritto che lascia una sua dote alla chiesa di San Pietro e San Vito di Lusia. Tale luogo di culto venne successivamente ricordato sia in atti della famiglia Este sia in ducumenti della non lontana abbazia della Vangadizza. Verso il 1400 arrivò nella cittadina una particolare colonna annodata giunta da Costantinopoli portata dalla Repubblica di Venezia assieme ad un'altra simile che purtroppo andò perduta appena la nave che la trasportava si arenà alla foce del fiume Adige. La colonna, secondo tradizione popolare, sosteneva una statua raffigurante San Vito e venne posta davanti alla villa Morosini, allora presente nel centro storico (poi posta davanti alla ricostruita chiesa parrocchiale nel XX secolo). La chiesa quindi era risalente al XII secolo, coeva della villa e nel XV secolo risultò essere dedicata ai santi Vito e Modesto e infatti tale cambiamento venne registrato nel 1429 dall'Estimo del Clero quando viene descritta come chiesa plebana. La chiesa fu oggetto di varie visite pastorali, come le due che vi fece nel 1569 e nel 1576 il cardinale e vescovo di Adria Giulio Canani. Una visita importante fu quella del vicario episcopale Flavio Peroto del 1604 poiché dagli atti visitali si può ricavare la descrizione del luogo di culto, ad una sola navata, orientata verso nord, dotata di quattro altari, di casa canonica, di un campanile e anche del cimitero per la comunità. In tempi successivi alla prima navata ne venne aggiunta una seconda e la primitiva torre campanaria venne innalzata nel 1663. Verso la fine del XVIII secolo la chiesa venne arricchita con cinque nuovi altari in marmo e tutto il complesso venne ristrutturato e rinnovato. Entro i primi anni del XIX secolo ebbe una nuova sagrestia, venne ristrutturato il presbiterio col coro, e la facciata venne rifatta secondo lo stile rinascimentale veneziano. Il 20 aprile 1945 un pesantissimo bombardamento alleato distrusse tutto il centro storico di Lusia e con esso villa Morosini, la chiesa e la sua torre campanaria. Dopo la fine della seconda guerra mondiale, a partire dal 1947, si iniziò a pensare alla ricostruzione del luogo di culto e il progetto fu affidato all'architetto Orlando Veronese. L'approvazione ministeriale arrivò solo nel 1953 e nel 1954 il vescovo Guido Maria Mazzocco presenziò alla cerimonia di benedizione della prima pietra. Il cantiere rimase aperto quattro anni e la chiesa fu ultimata nel 1958. Il 27 aprile 1958 venne solennemente consacrata. Nel 1994 venne ultimata anche la torre campanaria, ultima opera dell'architetto Orlando Veronese, morto a Ferrara cinque anni dopo. I resti del campanile bombardato e distrutto furono trasformati in una cappella votiva con una lapide murata a ricordo delle vittime civili del bombardamento. All'inizio del terzo decennio del XXI secolo si è approvata la posa di nuove vetrate per la chiesa.

## Descrizione

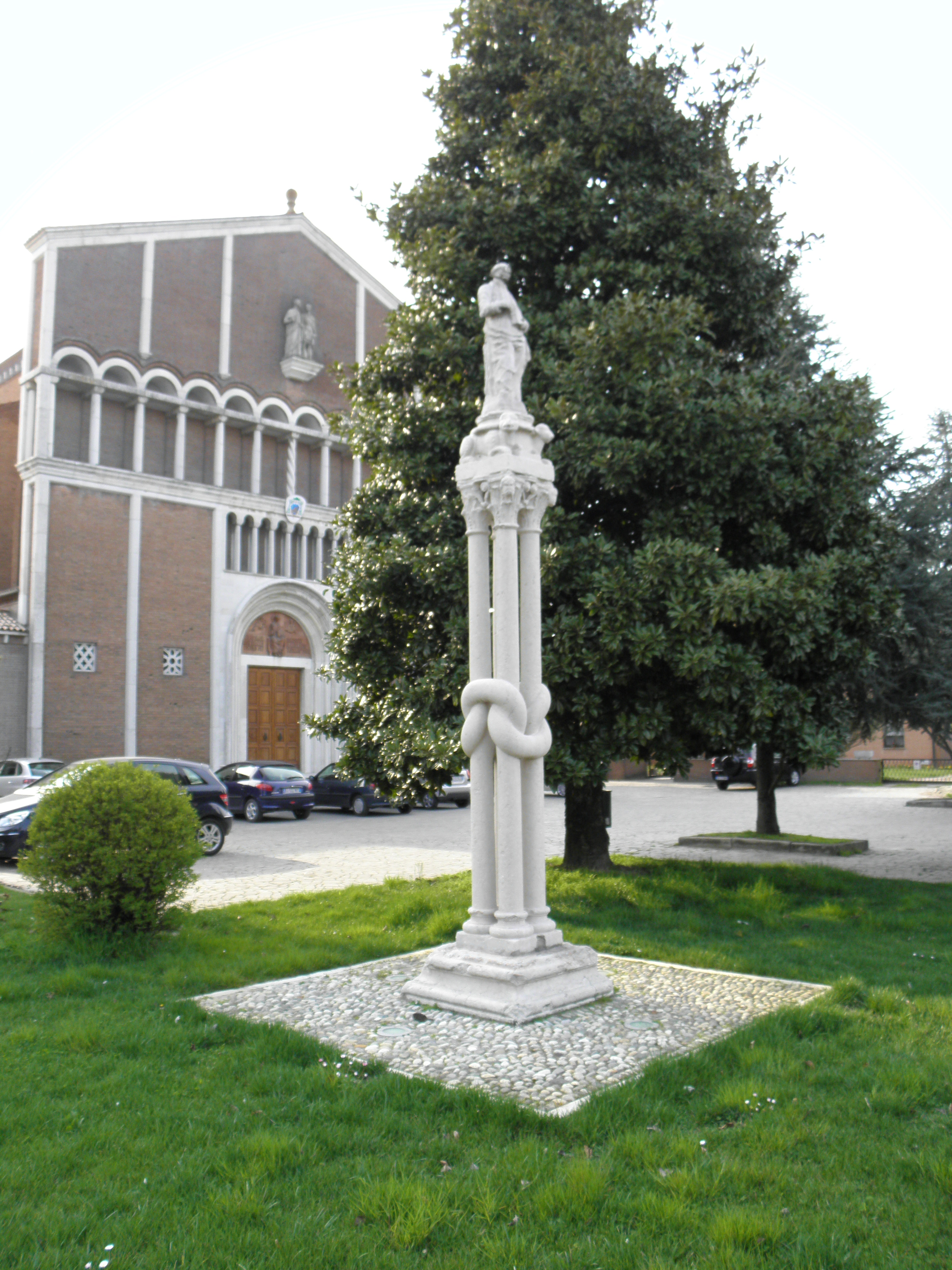
Colonna annodata posta davanti alla chiesa dei Santi Vito e Modesto Martiri

### Esterni
La chiesa si trova nel centro abitato di Lusia in provincia di Rovigo e mostra orientamento verso ovest. La facciata a capanna è rifinita in mattoni a vista. Il portale di accesso è incorniciato e strombato in pietra d'Istria, mostra una finestra a lunetta cieca con una scultura a bassorilievo che raffigura Cristo in trono tra angeli ed è sormontato da piccoli archetti. La parte centrale della facciata è caratterizzata da un loggiato cieco con archi a tutto sesto. Al centro della facciata, in alto, sono poste le statue che raffigurano i Santi Vito e Modesto. La torre campanaria si alza in posizione avanzata lateralmente a sinistra.

### Interni
La sala è di tipo basilicale con una sola grande navata e la copertura è data da una volta in legno ad imitazione di carena navale capovolta. La sala è ampliata da cappelle votive e il transetto è ampio. Il presbiterio è leggermente rialzato. L'adeguamento liturgico è stato realizzato tra il 1990 e il 2000 con la posa della mensa rivolta al popolo in legno, conservando l'altare maggiore precedente. Il fonte battesimale a catino è in marmo rosa ed è posto su una piccola colonna.